# Edskullens naturreservat
Edskullens naturreservat är ett naturreservat i Kramfors kommun i Västernorrlands län.
Området är naturskyddat sedan 2019 och är 51 hektar stort. Reservatet ligger på Edskullen topp och dess sluttningar mot sydväst och nordost. Reservatet består av gammal granskog med inslag av asp och björk.